# Histadrut
La Nueva Federación General de Trabajadores (en hebreo: הסתדרות העובדים הכללית החדשה, HaHistadrut HaOvdim HaKlalit HaJadasha), conocida como la Histadrut,  es la organización de sindicatos de Israel. Fundada en diciembre de 1920 durante el Mandato Británico de Palestina, se convirtió en una de las más poderosas instituciones de la mayor parte del Estado de Israel.

## Historia
La Histadrut fue fundada en diciembre de 1920 en Haifa para defender los intereses de los trabajadores judíos. Hasta 1920, las organizaciones Ajdut HaAvoda y Hapoel Hatzair habían sido incapaces de crear una organización unificada de trabajadores. En 1920, durante la Tercera Aliyá los inmigrantes fundaron Gdud HaAvoda y exigieron una organización unificada para todos los trabajadores, lo que llevó a la creación de la Histadrut. 
Sus miembros pasaron de 4.400 en 1920 a 8.394 miembros en 1922. En 1927, la Histadrut tenía unos 25.000 miembros, que representaban el 75% de la mano de obra judía del Mandato de Palestina.
La Histadrut se convirtió en una de las instituciones más poderosas en el Estado de Israel, uno de los pilares del trabajo y el movimiento sionista , además de ser un sindicato, la creación del Estado hizo dueño a la Histadrut de un número de empresas y fábricas y, a la vez, el mayor empleador en el país.
La membresía en 1983 fue 1.600.000 (incluidos los familiares), que representaban más de un tercio de la población total de Israel y alrededor del 85 por ciento de todos los asalariados. Cerca de 170.000 miembros del Histadrut fueron árabes (que fueron admitidos como miembros a partir de 1959). En 1989, la Histadrut era el empleador de aproximadamente 280.000 trabajadores.
Con la creciente liberalización y la desregulación de la economía israelí desde la década de 1980, el papel y el tamaño de la Histadrut ha disminuido, aunque sigue siendo una fuerza poderosa en la sociedad israelí y la economía de la nación.

## Hevrat HaOvdim
A través de su brazo económico, Hevrat HaOvdim ("Sociedad de Trabajadores"), la Histadrut tiene la propiedad y está operando una serie de empresas, incluidos los más grandes conglomerados industriales del país, así como el Banco más grande del país, el Banco Hapoalim. La Histadrut también proporciona una amplia atención en el sistema de salud conocido como, Kupat Cholim Clalit.
| Año  | miembros | porcentaje de fuerza laboral judía |
| ---- | -------- | ---------------------------------- |
| 1920 | 4,415    | ...                                |
| 1923 | 8,394    | 45                                 |
| 1927 | 22,538   | 68                                 |
| 1933 | 35,389   | 75                                 |
| 1939 | 100,000  | 75                                 |
| 1947 | 176,000  | ...                                |

## Objetivos
El objetivo inicial de la Histadrut fue asumir la responsabilidad de todas las esferas de la actividad del movimiento obrero: la defensa, el comercio, los sindicatos la educación, la vivienda, la construcción, la salud, la banca, cooperativas, empresas e incluso el bienestar. Ya después de unos meses la Histadrut se convirtió en el mayor empleador en el Yishuv. La Histadrut ha logrado mejorar los derechos de los trabajadores como por ejemplo el derecho de huelga que fue reconocido, los empleadores tenían que explicar el motivo de los despidos y los trabajadores tienen un lugar al cual recurrir para hacer reclamos.
En el primer año de su existencia, la Histadrut careció de un liderazgo central, y muchas iniciativas fueron tomadas en el nivel local. Esto cambió después de que David Ben-Gurión fue nombrado en la Secretaría General. Ben-Gurion, quería transformar la Histadrut en un instrumento nacional para la realización del sionismo. Según Zeev Sternhell, Ben -Gurion se compromete con este objetivo:
[...] Nuestro problema central es la inmigración ... y no la adaptación de nuestras vidas a tal doctrina. [...] ¿Cómo podemos ejecutar nuestro movimiento sionista, de tal forma que [... que] sean capaces de llevar a cabo la conquista de la tierra por el trabajador judío, y que se encuentran los recursos para organizar la inmigración masiva y la liquidación de los trabajadores a través de sus propias capacidades? La creación de un nuevo movimiento sionista, un movimiento sionista de los trabajadores, es el primer requisito para el cumplimiento del sionismo.  [...] [como] un nuevo movimiento sionista que está enteramente a nuestra disposición, no hay futuro ni esperanza para nuestras actividades
Ben-Gurión transformó la Histadrut en pocos meses. Estableció una bien definida jerarquía y redujo las competencias de los consejos de trabajadores locales. También centralizó el cobro de las cuotas de afiliación, la mayoría de las cuales eran utilizadas anteriormente por las secciones locales.
La absorción de la inmigración fue vista como una tarea muy importante de la Histadrut. Proporcionar a los inmigrantes un trabajo era un factor importante para la solidez financiera de sus operaciones. Los líderes sindicales vieron el fracaso de absorber a los inmigrantes como una quiebra moral que era mucho peor que la quiebra financiera. En 1924, la Oficina de Obras Públicas de la Histadrut se derrumbó y fue a la quiebra, y en 1927 lo mismo ocurrió con su sucesora. En ambos casos, el Ejecutivo Sionista las rescató y reconoció que el déficit de estas entraba en la categoría de "gastos para la absorción de la inmigración". El Ejecutivo Sionista, compartiendo el objetivo de estimular la inmigración con la Histadrut, tenía que hacer esto porque al lado de la Histadrut no había ninguna otra organización en Palestina con la capacidad de absorber inmigrantes.
En 1930 la Histadrut se había convertido en la organización central de la Yishuv. Se hizo lo que el Ejecutivo Sionista quería, pero lo que no pudo hacer: absorber a los inmigrantes y la organización de liquidación, la defensa de la agricultura y la expansión hacia nuevas áreas de producción. Según Tzahor la Histadrut se había convertido en "el órgano ejecutivo del movimiento sionista -, pero un brazo actuando por su cuenta". 
Según Tzahor, mientras que la Histadrut se centró en la acción constructiva, sus jefes no "abandonaron los principios fundamentales ideológicos". Sin embargo, según Zeev Sternhell en su libro Los mitos fundadores de Israel, los dirigentes obreros ya habían abandonado los principios socialistas en 1920 y sólo los utilizaban como "mitos de la movilización."

## Liderazgo
El presidente de la Histadrut es hoy Arnon Bar-David. Anteriormente era Ofer Eini. En 2010, Eini nombró a un vicepresidente, el antes consejero Daniel Avi Nissenkorn, quien provenía de fuera de los integrantes de la organización sindical. Esta sería la primera vez en la historia de la Histadrut que la División de Comercio del Sindicato ha sido dirigida por una persona designada con un evidente perfil profesional, en lugar de obtenerlo mediante su ascenso entre las filas de los comités de trabajadores o elegidos por los miembros de la Histadrut.